# 今井耐介
今井 耐介（いまい たいすけ、1943年3月23日 - 2018年11月2日）は、島根県出身の日本の俳優。かつては宝井プロジェクトに所属していた。身長164 cm。血液型はO型。
2018年11月2日、死去。訃報は親交のあった俳優の小松雅樹によって発表された。

## 人物
特技は広島弁、関西弁、読経。

## 出演

### 映画
- 「便利屋K子」（1984年4月6日） - レフリー 役
- 「大病人」（1993年5月29日） - 坊さん 役

### テレビドラマ

#### NHK
- 「立花登 青春手控え」第22話（1982年9月22日）
- 大河ドラマ
  - 「春の波涛」第11話・第18話（1985年3月17日・5月5日） - 座員 役
  - 「炎立つ」第14話・第15話（1993年10月10日・10月17日） - 僧 役
  - 「花の乱」第9話（1994年5月29日） - 正円 役
  - 「八代将軍吉宗」第19話・第20話・第36話・第38話・第40話・第41話・最終話（1995年5月14日・5月21日・9月17日・10月1日・10月15日・10月22日・12月10日） - 典医 役
  - 「秀吉」第29話（1996年7月21日） - 連衆 役
  - 「毛利元就」第6話（1997年2月9日） - 僧侶 役
  - 「元禄繚乱」第4話・第35話（1999年1月31日・9月5日） - 僧侶 役
  - 「葵 徳川三代」第2話（2000年1月16日） - 西笑承兌 役
  - 「風林火山」第40話・第41話（2007年10月7日・10月14日）
- 連続テレビ小説
  - 「すずらん」（1999年4月5日 - 10月2日） - 坊主 役
  - 「さくら」第6話（2002年4月6日） - 僧侶 役
- 「柳橋慕情」第6話（2000年10月9日） - 坊主 役
- 「四千万歩の男」（2001年1月1日）
- 「ズッコケ三人組3」第4話（2001年4月28日、NHK教育テレビジョン） - 坊さん 役
- 「茂七の事件簿3 ふしぎ草紙」第1話（2003年7月11日）
- 「菊次郎とさき 第3シリーズ」第4話（2007年7月26日）
- 「お登勢」（2001年4月6日 - 6月22日） - 和尚 役

#### 日本テレビ
- 「パパと呼ばないで」第1話（1972年10月4日）- おでん屋の客 役・第28話（同年14月18日）
- 「傷だらけの天使」第7話（1974年11月16日）
- 「横浜心中」第10話（1994年3月16日）
- 「銀狼怪奇ファイル」第2話（1996年1月20日） - お坊さん 役
- 「続・星の金貨」第1話（1996年10月9日） - お坊さん 役
- 「夜逃げ屋本舗」（1999年1月13日 - 3月17日） - 取立屋 役
- 「隣人は秘かに笑う」第8話（1999年12月1日） - 石井健 役
- 「いくつもの海を越えて」（2001年3月6日）
- 「天国への階段」第6話（2002年5月13日） - 和尚 役
- 火曜サスペンス劇場「屋形船の女」
  - 第1作（2003年7月22日） - 僧侶 役
  - 第2作（2003年12月9日）

#### TBS
- 「時間ですよ たびたび」第10話（1988年9月12日） - 三井の部下 役
- 「ひと夏の体験」（1988年8月29日 - 9月1日）
- 「キツイ奴ら」第2話（1989年1月11日）
- 木曜ゴールデンドラマ「家族を売った男」（1991年9月26日）
- 「ダブル・キッチン」第2話（1993年4月23日）
- 「人間・失格〜たとえばぼくが死んだら」第6話（1994年8月12日）
- 「僕が彼女に、借金をした理由。」第6話（1994年11月18日）
- 「セカンド・チャンス」第5話（1995年5月12日）
- 「未成年」（1995年10月13日 - 12月22日）
- 「若葉のころ」最終話（1996年6月28日）
- 月曜ドラマスペシャル
  - 「出世と左遷」（1996年5月13日）
  - 「冠婚葬祭殺人事件」（1997年8月25日）
- 「ケイゾク」最終話（1999年3月19日）
- 「池袋ウエストゲートパーク」第2話（2000年4月21日） - 坊主 役
- 月曜ミステリー劇場「税務調査官・窓際太郎の事件簿」第12作（2005年1月10日） - アナウンサー 役[3]

#### フジテレビ
- 「北の国から」第19話（1982年2月19日）
- 「セーラー服と機関銃」最終話（1982年9月20日）
- 「世にも奇妙な物語」
  - 「大蒜」（1991年8月22日）
  - 「海亀のスープ」（1991年12月5日）
  - 「水を飲む男」（1992年7月2日）
- 金曜ドラマシアター「ざけんなョ!!シリーズ」
  - 「主婦たちのざけんなョ!!」（1992年1月10日）
  - 「ざけんなョ!!8」（1995年4月14日）
  - 「ざけんなョ!!10」（2011年5月18日、BSフジ）
- 「君といた夏」最終話（1994年9月19日）
- 「踊る大捜査線」第6話（1997年2月11日） - 作業員風の男 役
- 「いのちの器」（1998年10月5日 - 12月28日） - 坊主 役
- 「真珠夫人」（2002年4月1日 - 6月28日） - 和尚 役
- 「TEAM スペシャル3」（2002年9月20日） - 坊さん 役
- 「東京湾景〜Destiny of Love〜」第2話（2004年7月12日） - たこやき屋のおやじ 役
- 金曜エンタテイメント「名司会者・寿鶴子 殺人スピーチ」第1作（2005年6月24日） - 西山一郎 役も
- 「瀬戸内寂聴・出家とは生きながら死ぬこと」（2005年11月24日） - 坊さん 役

#### テレビ朝日
- 「私鉄沿線97分署」第86話（1986年8月17日）
- 土曜ワイド劇場「喪服を着た花嫁」（1990年11月3日）
- 「さんかくはぁと」第8話（1995年2月27日）
- 「チェンジ!」第5話（1998年11月9日） - 焼肉屋のオーナー 役
- 「G-taste」第3話（2001年4月19日）
- 「恋人はスナイパー」（2001年10月11日） - 佐伯 役
- 「サトラレ」第3話（2002年7月18日） - 工事関係者 役
- 「アシ!」（2003年1月10日） - 竹下 役
- 「スシ王子!」第7話（2007年9月7日）

#### テレビ東京
- 「大江戸捜査網」シリーズ
  - 「大江戸捜査網 第3シリーズ」第520話（1983年12月3日）
  - 「大江戸捜査網（1991年度版）」第12話・最終話（1991年12月27日・1992年3月27日）
- 「それぞれの断崖」（2000年4月19日 - 6月21日）
- 女と愛とミステリー「監察医・篠宮葉月 死体は語る」第2作（2002年11月20日、BSジャパン） - 香山三郎 役

### 特撮
- 「五星戦隊ダイレンジャー」第1話・第4話・第26話（1993年2月19日・3月12日・8月20日、テレビ朝日） - シェフ 役
- 「電光超人グリッドマン」第28話（1993年10月16日、TBS） - タクシーの運転手 役
- 「忍者戦隊カクレンジャー」第7話（1994年4月1日、テレビ朝日） - ガキツキ（人間態〔エプロンの男〕、声） 役
- 「超光戦士シャンゼリオン」第9話（1996年5月29日、テレビ東京） - 道路工事の男 役
- 「テツワン探偵ロボタック」第5話（1998年4月5日、テレビ朝日） - 寺の住職 役

### その他テレビ番組
- 「コメディーお江戸でござる」（1995年3月30日 - 2004年3月18日、NHK）
- 「のりもの王国ブーブーカンカン」（1997年4月2日 - 2000年3月29日、テレビ東京）
- 「世界ゴッタ煮偉人伝」（2000年4月21日 - 9月22日、フジテレビ）